# 張時雍
張時雍（？—？），號存肅，锦衣卫籍，湖广武昌府蒲圻縣人。明末政治人物。

## 生平
万历三十四年（1606年）丙午科顺天乡试举人，四十一年（1613年）癸丑科進士，礼部觀政，授南京太常寺博士，四十六年升兵部职方司主事，天啓元年（1621年）以代辅臣刘一燝递私书，为余大成所发，被山西道御史侯恂弹劾，俟计典议处。三年降为長蘆運判，四年升任刑部山东司主事，天啓五年八月二十八日熊廷弼被下令处斩，由张时雍入狱传旨，廷弼知不能免死，从容盥栉整衣而出，曰：吾大臣也，岂容草草。洗漱毕，欲上书，时雍曰：公不读李斯传乎？囚安得上书？廷弼张目怒视，曰：此赵高语也！时雍语塞。六年正月任漕运理刑刑部分司（驻淮安府）主事，崇祯元年改任户部山东司主事，歷升员外郎、郎中，丁憂歸。四年起补原职，升任河南府知府，五年降松江府同知，七年拾遺去職。

## 家族
曾祖张彦夫。祖父张廷策，庠生、封户科郎，贈奉政大夫。父張書，戊辰進士，庶吉士。